# Damien (serie de televisión)
Damien es una serie de televisión creada por Glen Mazzara, basada en la película de 1976 La profecía, dirigida por Richard Donner. Es protagonizada por Bradley James, Megalyn Echikunwoke y Barbara Hershey. Fue estrenada el 7 de marzo de 2016  por el canal A&E.
El 20 de mayo de 2016, A&E anunció la cancelación de la serie.

## Argumento
A la edad de treinta años y convertido en un fotógrafo de guerra, Damien Thorn ha crecido olvidando su pasado e inconsciente de las fuerzas satánicas que lo rodean. Atormentado por su pasado y ayudado por una misteriosa y poderosa mujer que cuida de él, Damien debe hacer frente a su pasado y abrazar su destino para convertirse en el Anticristo.

## Elenco

### Personajes principales
- Bradley James como Damien Thorn.
- Megalyn Echikunwoke como Simone Baptiste.
- Omid Abtahi como Amani Golkar.
- Barbara Hershey como Ann Rutledge.

### Personajes recurrentes
- David Meunier como el detective James Shay.
- Tiffany Hines como Kelly Baptiste.
- Gerry Pearson como el Hombre con sotana.
- Scott Wilson como John Lyons.
- Brody Bover como Jacob Shay.
- Melanie Scrofano como Veronica Selvaggio.
- Sandrine Holt como Paula Sciarra.

## Episodios
| N.º | Título                | Dirigido por        | Escrito por                | Fecha de emisión original | Audiencia (millones) |
| --- | --------------------- | ------------------- | -------------------------- | ------------------------- | -------------------- |
| 1 | «The Beast Rises»     | Shekhar Kapur       | Glen Mazzara               | 7 de marzo de 2016        | 0.75                 |
| En el día de su cumpleaños 30, Damien Thorn, un fotógrafo de guerra, tiene una experiencia traumática con una anciana poseída mientras en asignación en la refugio cristiano de la ciudad vieja de Damasco, Siria. Con el fin de encontrar respuestas, se reúne con su exnovia y periodista Kelly Baptiste pero inquietantes visiones de su pasado flash antes de sus ojos y él aprende de un profesor de Biblia que él es el Anticristo y el número de la marca de nacimiento de la bestia él descubre más adelante en su cuero cabelludo. |                       |                     |                            |                           |                      |
| 2 | «Second Death»        | Ernest R. Dickerson | Mark H. Kruger             | 14 de marzo de 2016       | 0.53                 |
| Un hombre obtiene una de las siete dagas de Megido para matar a Damien. El funeral de Kelly lleva a cabo. Damien asiste pero se siente amenazado por el simbolismo religioso. Ann Rutledge, que ha jurado proteger a Damien desde la infancia, lo salva del interrogatorio de la Detective Shay tras el fallido intento de asesinato. Damián insiste en saber su conexión, y ella lo lleva a una bóveda que contiene elementos de su que ella ha recogido, desbloquea más de su memoria fracturada mal. |                       |                     |                            |                           |                      |
| 3 | «The Deliverer»       | Guillermo Navarro   | Ryan C. Coleman            | 21 de marzo de 2016       | 0.51                 |
| La conversación entre Damien y Ann le lleva a John Lyons, el entonces jefe de personal de la Casa Blanca, quien ayudó a criarlo. Lyon le advierte de la naturaleza oscura de Ann, creyendo que ella causó la muerte de un empleado que intentó exponer Armitage Global, una compañía dirigida ahora por Lyon. La compañía es una tapadera para guiar a Damien por su camino. Aunque Lyon considera métodos protectores de Ann parecen anticuados, todavía demuestra ser útil ya que hace que Damien persiga al reemplazo de Ann en una estación de metro. Damien en su lugar decide salvar a un niño de un tren que se aproxima, mientras que el hombre muere misteriosamente después de que la corbata se queda atascada en las escaleras mecánicas. |                       |                     |                            |                           |                      |
| 4 | «The Number of a Man» | Bronwen Hughes      | Nazrin Choudhury           | 28 de marzo de 2016       | 0.48                 |
| Shay pide Damien contestar unas preguntas, principalmente para averiguar por qué las muertes recientes se centran alrededor de Damien. Se amenazan mutuamente antes de que Damien mencione interés de Ann en él. Cuando Shay visita a Ann, ella le muestra la bóveda que ahora es una bodega de vinos y le dice que el tiempo de Damián como fotógrafo de guerra le ha afectado a su mente. Mientras tanto, la madre de Simone trae en un "médico brujo" para poner espíritu de Kelly a descansar. Quema sus pertenencias, que emite una llama naranja antes de dar vuelta azul. En las cenizas, encuentra su diario con el número 666 en una página. En la casa, el hijo de Shay, Jacob casi se ahoga en la piscina del patio trasero. |                       |                     |                            |                           |                      |
| 5 | «Seven Curses»        | Mikael Salomon      | K. C. Perry                | 4 de abril de 2016        | 0.37                 |
| Damien va al hospital para cumplir con el tratamiento psiquiátrico debido a un trastorno de estrés postraumático y visita a la familia del pequeño que salvó en la estación de metro. El padre del muchacho es un soldado, herido mientras servía en el ejército, que reciben tratamiento. Cuando Damien le pide documentar su agonía, el soldado confiesa que él planea suicidarse y le pide fotografiar su intento. Mientras tanto, Simone le roba las llaves al apartamento de Damien a Amani en un intento de entender lo que su hermana estaba tratando de hacer antes de morir. Damien, bastante perturbado después del suicidio del soldado, va a casa de sus padres y trata de suicidarse en el garaje por monóxido de carbono y se inyecta con algo para perder el conocimiento. Sin embargo, dos perros arrastrarán hacia fuera y lo salvan. |                       |                     |                            |                           |                      |
| 6 | «Temptress»           | Nick Copus          | Richard Hatem              | 11 de abril de 2016       | 0.47                 |
| Damien despierta en el hospital para encontrar a Ann convenciendo al doctor que su intento de suicidio es una sobredosis accidental de drogas. Él se escapa para hablar a Lyon para aprender más acerca de Ann. Él también encuentra a un artista del tatuaje que le dice que el tatuaje 666 en su cabeza se hizo a la fuerza. El doctor llama para decirle que encontraron alucinógenos en su sangre y sospechosa que Ann lo ha envenenado para plantar la sugestión de que él es el Anticristo. Se vuelve más feliz al darse cuenta de que toda la historia del Anticristo es una farsa. Intenta deshacerte de Ann, pero ella lo sigue y, en el proceso, descubre que su madre vive tranquilamente en una finca de campo. Ann los sorprende, y él accidentalmente empuja a su madre por las escaleras muerta, lo que hace que Damien intente matar a Ann. Deja la casa de su madre pero es detenido por Shay, que lo deja en el coche sólo para ser atacado por la mujer siniestra. Se despierta gritando en la ambulancia y más tarde se da cuenta de que todo es un sueño. En el hospital, Ann intenta calmarlo, pero él le dice que la odia y le pide que lo deje en paz. Ella lo deja y rompe en lágrimas. |                       |                     |                            |                           |                      |
| 7 | «Abattoir»            | T.J. Scott          | Mark H. Kruger             | 18 de abril de 2016       | 0.43                 |
| 8 | «Here Is Wisdom»      | Tim Andrew          | Sarah Thorp                | 25 de abril de 2016       | 0.42                 |
| 9 | «The Devil You Know»  | Jennifer Lynch      | K. C. Perry & Glen Mazzara | 2 de mayo de 2016         | 0.41                 |
| 10 | «Ave Satani»          | —                   | —                          | 9 de mayo de 2016         | —                    |

## Desarrollo

### Producción
El 19 de mayo de 2014, se informó Glen Mazzara se encontraba desarrollando un proyecto titulado Damien, un drama contemporáneo basado en la franquicia de La profecía que sigue la vida adulta de Damien Thorn, cuyo destino es convertirse en el Anticristo. El 24 de agosto de 2014, se dio a conocer que Lifetime ordenó directo a serie el proyecto. Shekhar Kapur dirigió el primer episodio.
El 29 de abril de 2015, Rob Sharenow, vicepresidente ejecutivo y gerente general de A+E Networks anunció que la serie sería transmitida por A&E en lugar de Lifetime. Siendo estrenada en 2016.

### Casting
El 3 de diciembre de 2014, Bradley James fue anunciado como el intérprete de Damien Thorn, el personaje principal. El 6 de febrero de 2015, Megalyn Echikunwoke fue elegida para dar vida a Simone Baptiste, una mujer cuyas tragedias en la vida la han llevado a cuestionarse su fe. Dos semanas más tarde, Omid Abtahi fue contratado como Amani Golkar, el mejor amigo de Damien. El 16 de marzo se dio a conocer que Barbara Hershey se unía al elenco principal interpretando a Ann Rutledge, una mujer cuya misión es asegurarse que Damien abrace su destino como el Anticristo. El 9 de julio, durante la Comic-Con de San Diego 2015, se reveló que Scott Wilson formaría parte del elenco de la serie.